# 셸 실버스타인
셸던 앨런 "셸" 실버스타인(영어: Sheldon Allan "Shel" Silverstein, 1930년 9월 25일 ~ 1999년 5월 10일)은 미국의 시인, 소설가, 만화가, 극작가이다.

## 생애
시카고에서 유대인 가문의 아들로 태어났으며 일리노이 대학교 어배너-섐페인에서 학사 학위를 받았다. 1950년대에는 대한민국과 일본에 주둔한 미국 군부대에서 군인으로 복무했고 미국 국방부에서 발행하는 신문 《스타스 앤 스트라이프스》(Stars and Stripes)의 태평양판에 만화를 기고했다. 1970년 그래미상을 수상한 싱어송라이터 조니 캐시의 노래인 《A Boy Named Sue》를 작사했다.
1956년에는 자신이 그린 만화 작품을 모은 책인 《네 양말을 잡아라!》(Grab Your Socks!)를 출간했으며 1964년에는 그림책 《아낌없이 주는 나무》(The Giving Tree)를 출간했다. 그 외의 작품으로는 《라프카디오: 총을 거꾸로 쏜 사자》(Lafcadio: The Lion Who Shot Back, 1963년), 《값싼 코뿔소를 사세요!》(Who Wants a Cheap Rhinoceros?, 1964년), 《길이 끝나는 곳》(Where the Sidewalk Ends, 1974년), 《어디로 갔을까, 나의 한쪽은》(The Missing Piece, 1976년), 《다락방에 불빛을》(A Light in The Attic, 1981년) 등이 있다.